# 龙城街道 (淅川县)
龙城街道，是中华人民共和国河南省南阳市淅川县下辖的一个乡镇级行政单位。

## 行政区划
龙城街道下辖以下地区：
郑湾社区、上集社区、西湾社区、红旗社区和春风社区。